# Keysight
Keysight Technologies, ou simplesmente Keysight, é uma empresa americana que fabrica equipamentos e software para teste e medição eletrônica. Em 2014, a Keysight foi desmembrada da Agilent Technologies, levando consigo as linhas de produtos focadas em eletrônicos e rádio, deixando a Agilent com os produtos químicos e bio-analíticos.
O nome é uma composição de key (que significa chave) e insight (que significa perspicácia), e foi escolhido para transmitir que a empresa "desbloqueia insights importantes".

## História
Antes de sua existência como empresa independente, o grupo que se tornou a Keysight era a divisão eletrônica de teste e medição da primeira Hewlett-Packard e, posteriormente, da Agilent. A HP começou como uma empresa que fabrica equipamentos de teste eletrônicos, com os produtos de informática e ciências da vida chegando mais tarde. Em 1999, a HP transformou todos os produtos de teste e medição na Agilent e reteve os negócios de computadores e impressoras. Em 1 de novembro de 2014, a separação formal da Agilent e da Keysight Technologies foi concluída, com a Agilent mantendo os negócios de ciências da vida. A separação foi implementada através de uma cisão das ações ordinárias da Keysight. Os acionistas da Agilent receberam uma ação ordinária da Keysight para cada duas ações ordinárias da Agilent realizadas em 22 de outubro de 2014.   

## Produtos
Os produtos da Keysight incluem hardware e software para instrumentos de bancada, modulares e de campo. Os instrumentos incluem osciloscópios, multímetros, analisadores lógicos, geradores de sinais, analisadores de espectro, analisadores de rede vetorial, microscópios de força atômica, inspeção óptica automatizada, inspeção automatizada de raios-X, testadores de circuito, fontes de alimentação e ferramentas manuais. Além disso, produz software de projeto de circuito eletrônico (divisão EEsof ). Atende principalmente as indústrias de telecomunicações, aeroespacial, defesa, industrial, de computadores e semicondutores.